# Megabunus diadema
Megabunus diadema is een hooiwagen uit de familie echte hooiwagens (Phalangiidae).